# Sambiroto (Kunduran)
Sambiroto is een bestuurslaag in het regentschap Blora van de provincie Midden-Java, Indonesië. Sambiroto telt 2493 inwoners (volkstelling 2010).